# Cumulus Association

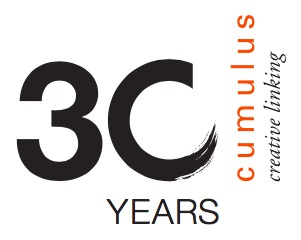
Logotipo del 30 aniversario de la Cumulus Association.

Cumulus Association es una asociación global de instituciones de educación superior en los campos del arte, el diseño y medios de comunicación. Actualmente (2021) cuenta con 360 miembros de 63 países.
Cumulus fue fundada en 1990 por la Escuela de Arte, Diseño y Arquitectura de la Universidad Aalto en Finlandia y el Royal College of Art en Londres en cooperación con la Escuela de Diseño Danesa, la Academia Gerrit Rietvelt, la Universidad de Duisburg-Essen y la Universidad de Artes Aplicadas de Viena. La red se estableció para coordinar la colaboración entre las escuelas y el intercambio de estudiantes y profesores dentro del programa Erasmus de la Unión Europea. La red fue transferida a Cumulus Association en 2001.

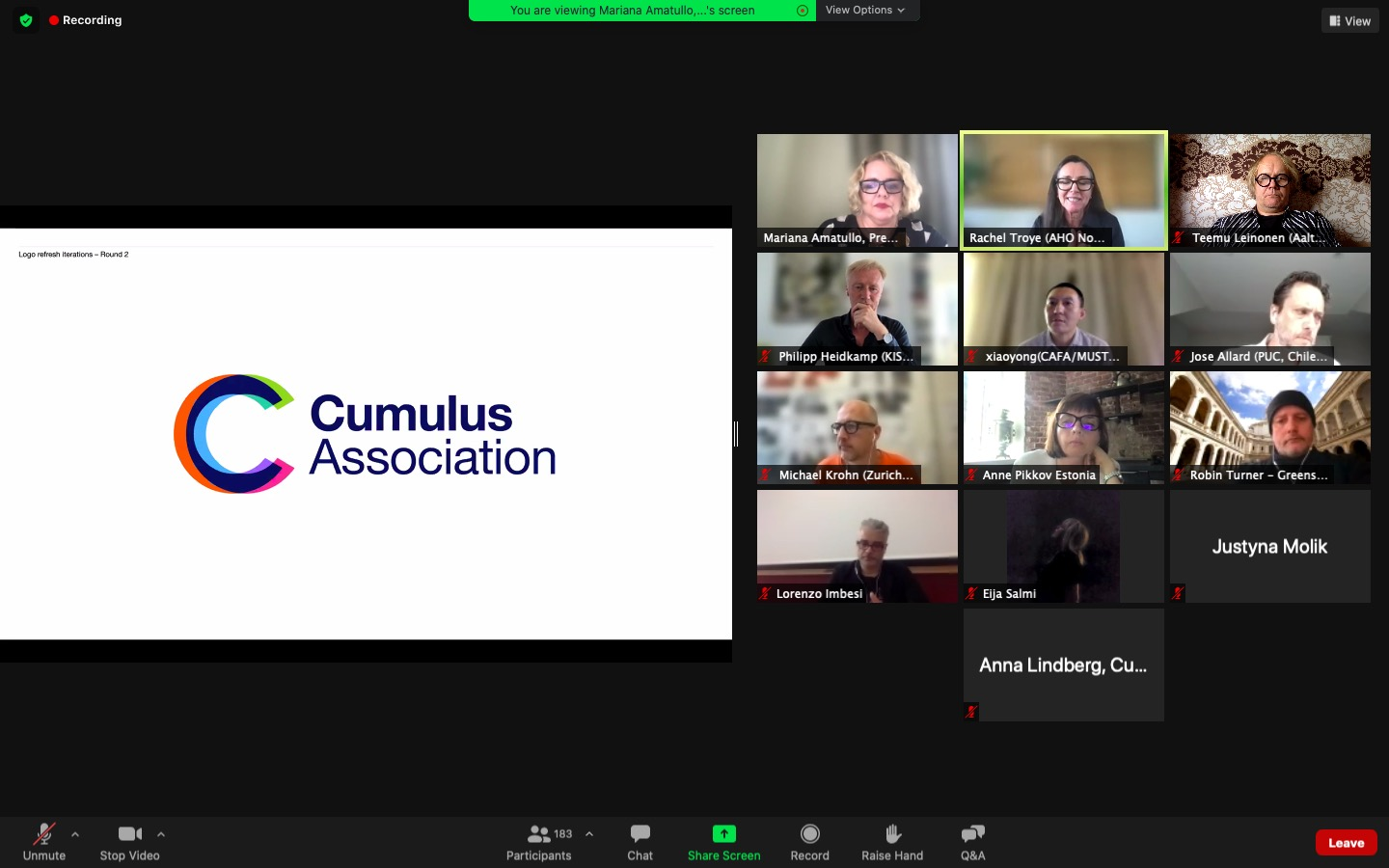
Asamblea General de la Asociación Cumulus en línea 10 de junio de 2021. La Junta y un representante de 170 de las escuelas miembros.

En los últimos 30 años Cumulus se ha convertido en una asociación global que organiza conferencias semestrales e inicia proyectos y talleres con las instituciones miembros. El objetivo es mejorar la calidad del arte, el diseño y la educación en medios y ayudar a los estudiantes, profesores y otros miembros de la facultad a trabajar a nivel internacional. Además de la colaboración académica, Cumulus facilita la colaboración con empresas, instituciones públicas y gobiernos interesados en la educación e investigación del arte y el diseño.
Para estimular las acciones de diseño, los proyectos y la investigación que conduzcan a una sociedad más sostenible, los representantes de Cumulus firmaron la Declaración de Diseño de Kioto en marzo de 2008. Para implementar los ideales de la Declaración, se estableció el premio Cumulus Green. Cumulus Green es un premio internacional enfocado en cultivar y liderar culturas, sociedades e industrias globales hacia soluciones más ecológicas y responsables.